# 小行星7605
小行星7605（7605 Cindygraber）是一颗围绕太阳公转的小行星。1995年9月21日，蒂莫西·B·斯帕爾在卡特林那发现了此天体。
这颗小行星的绝对星等为270.32211等。